# Bikoro (territoire)
Bikoro est un territoire de la province de l'Équateur en république démocratique du Congo. La localité de Bikoro se trouve en bordure du lac Tumba, sur sa rive orientale. 

## Secteurs
Le territoire de Bikoro est divisé en 3 secteurs :
- Lac Ntomba, avec 8 groupements et 88 villages ;
- Elanga, avec 3 groupements et 83 villages ;
- Ekonda, avec 6 groupements et 116 villages.

## Démographie
| 1994    | 2004    |
| ------- | ------- |
| 184 123 | 244 808 |